# Acraea albicans
Acraea albicans är en fjärilsart som beskrevs av Stoneham 1936. Acraea albicans ingår i släktet Acraea och familjen praktfjärilar. Inga underarter finns listade i Catalogue of Life.